# Pseudoterpna aurata
Pseudoterpna aurata là một loài bướm đêm trong họ Geometridae.